# Schnega
Schnega of in plaatselijk dialect: Swinmark, Varkensbuurt, is een gemeente in de Duitse deelstaat Nedersaksen. De gemeente ligt in het uiterste zuidwesten van de Samtgemeinde Lüchow (Wendland) in het Landkreis Lüchow-Dannenberg. Schnega telt 1.313 inwoners.
De gemeente bestaat uit het gelijknamige kleine dorp en veertien andere plattelandsdorpjes en -gehuchten met de status Ortsteil. Voornaamste middelen van bestaan zijn de landbouw en het toerisme naar de naburige Lüneburger Heide, ten westen van de gemeente.
Schnega heeft een klein station, in het gehucht Bahnhof Schnega gelegen, aan de spoorlijn Uelzen - Salzwedel, 31 km van Uelzen en 19 km van Salzwedel vandaan. Zie: Spoorlijn Stendal - Uelzen. 
Naburige plaatsen buiten de Samtgemeinde Lüchow (Wendland) zijn o.a. Soltendieck in het westen en Dahrendorf, gemeente Dähre, in Saksen-Anhalt, in het zuiden.
Historische gebeurtenissen van meer dan plaatselijke betekenis zijn, voor zover bekend, niet overgeleverd.

## Afbeeldingen

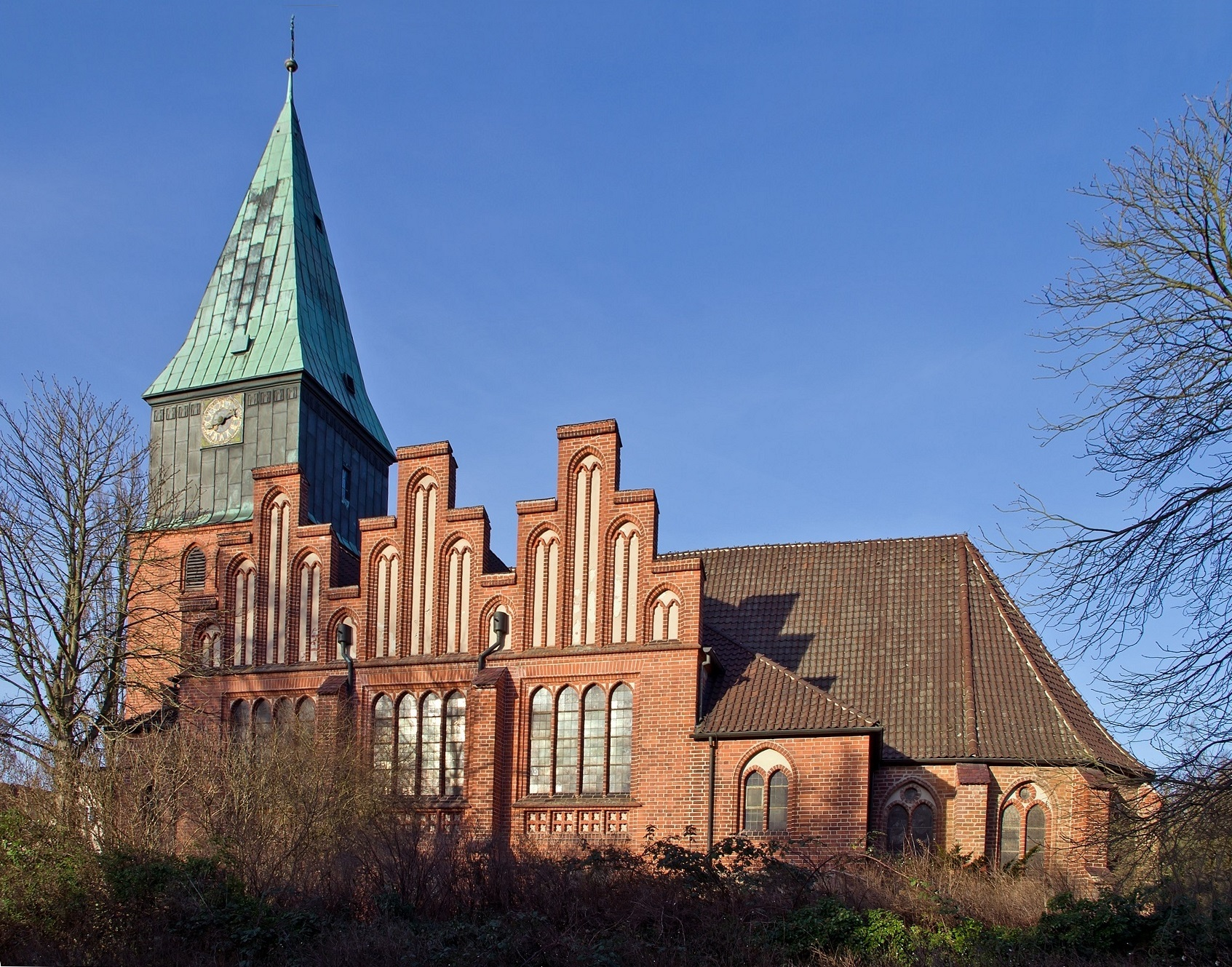
Evang.-lutherse Michaëlskerk, Schnega (1912-13)
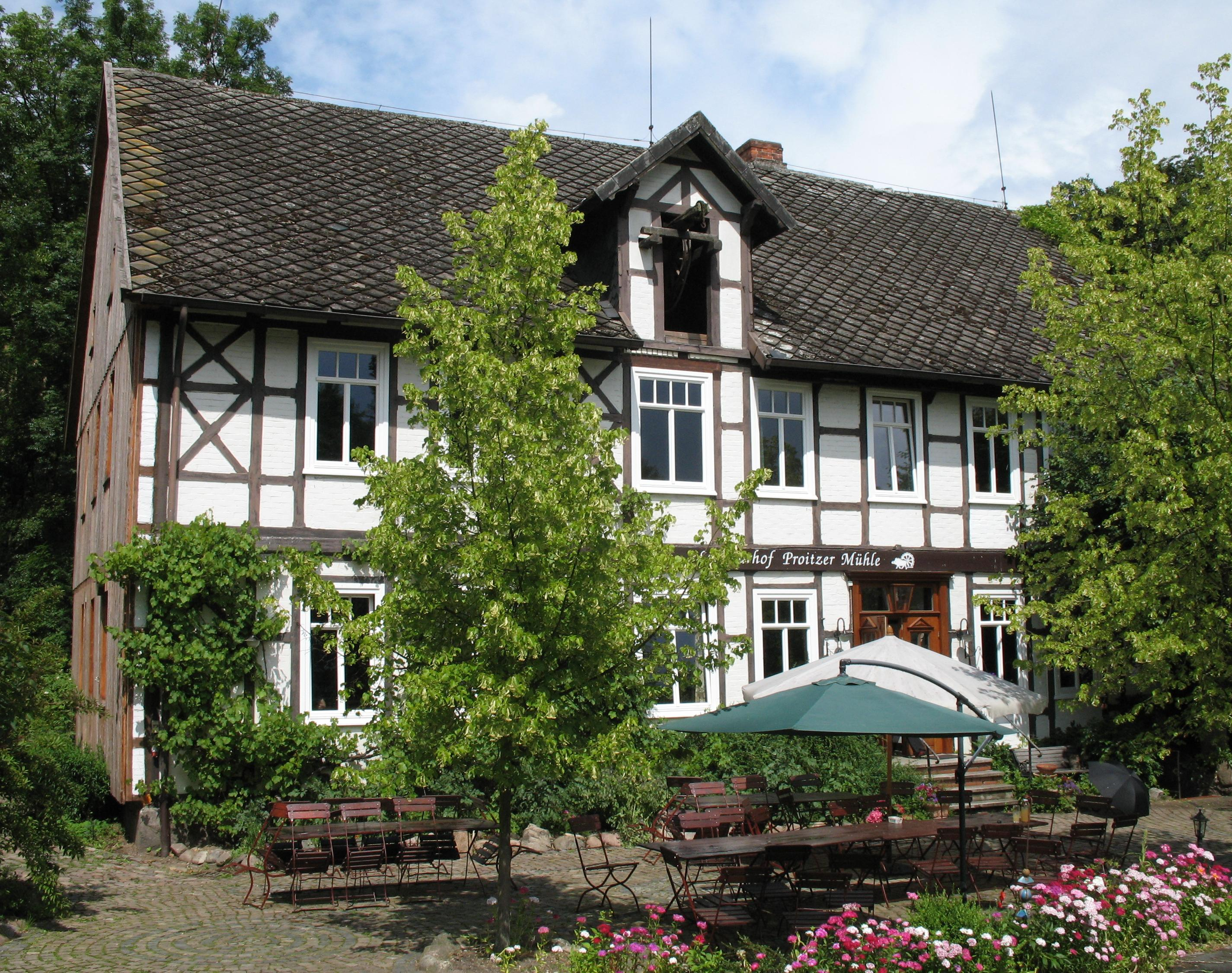
Watermolen in Schnega-Proitze
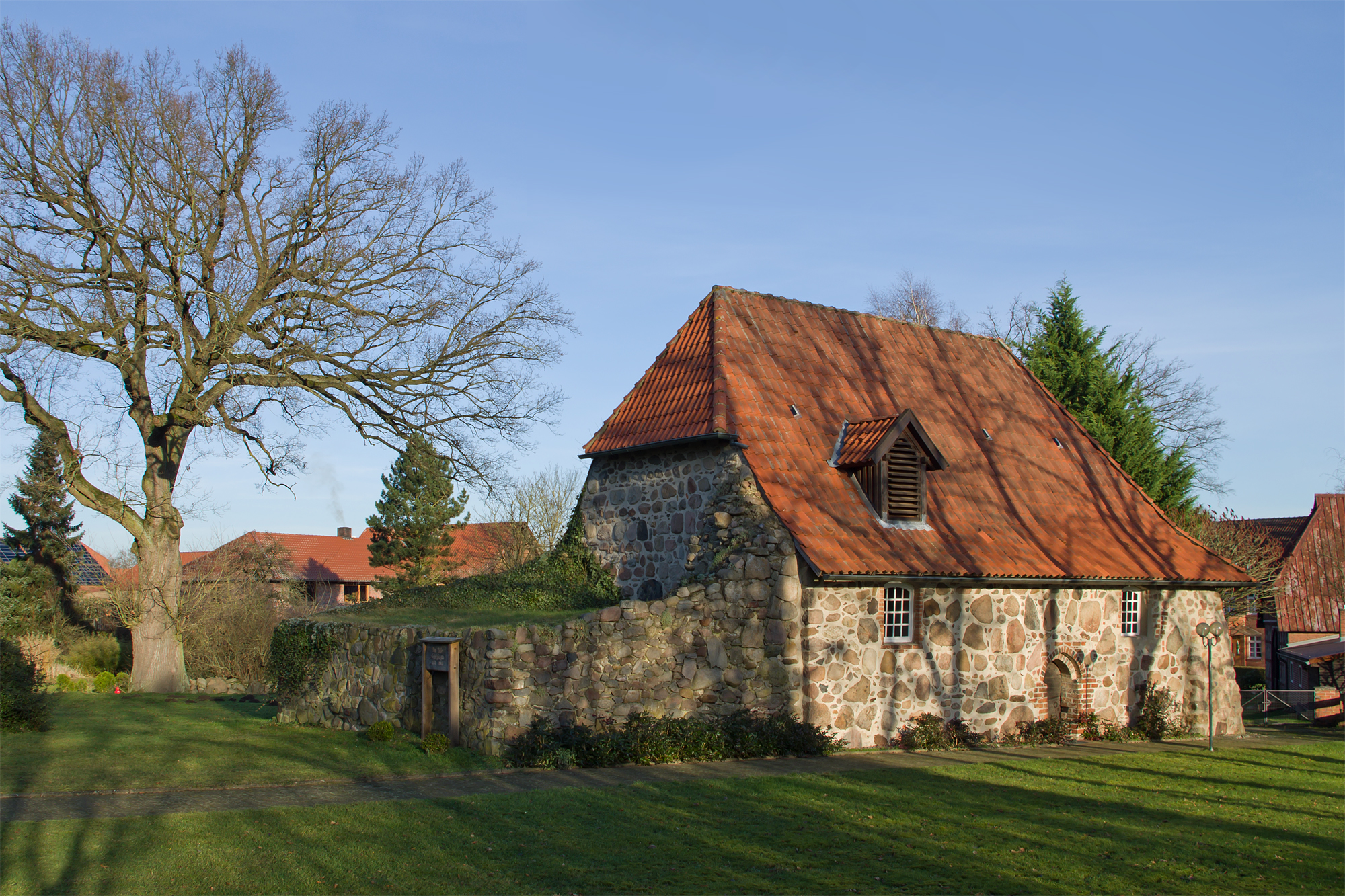
Middeleeuwse kapel te Schäpingen, een tot Schnega behorend dorpje
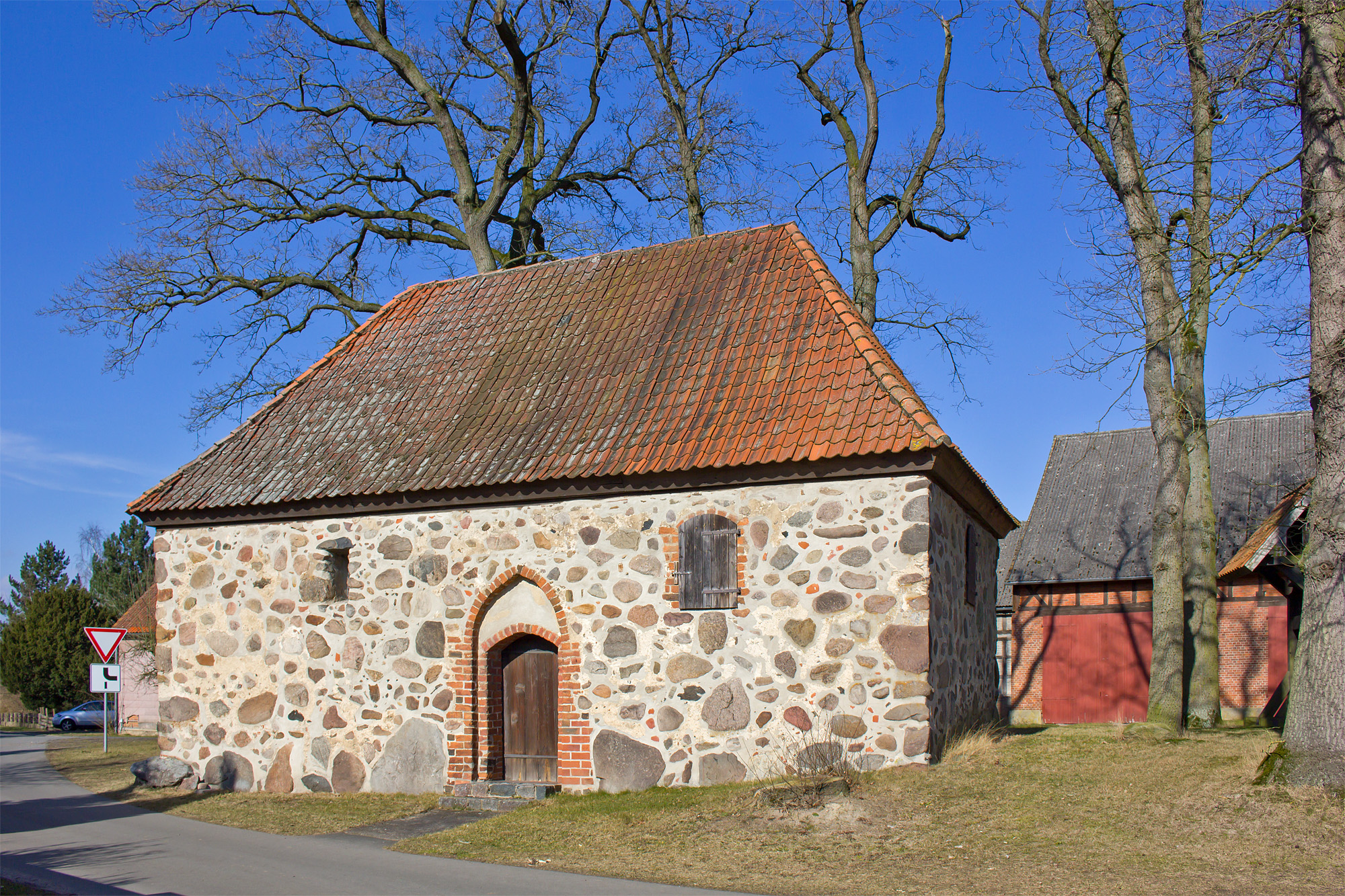
Middeleeuwse kapel te Thune, een tot Schnega behorend dorpje
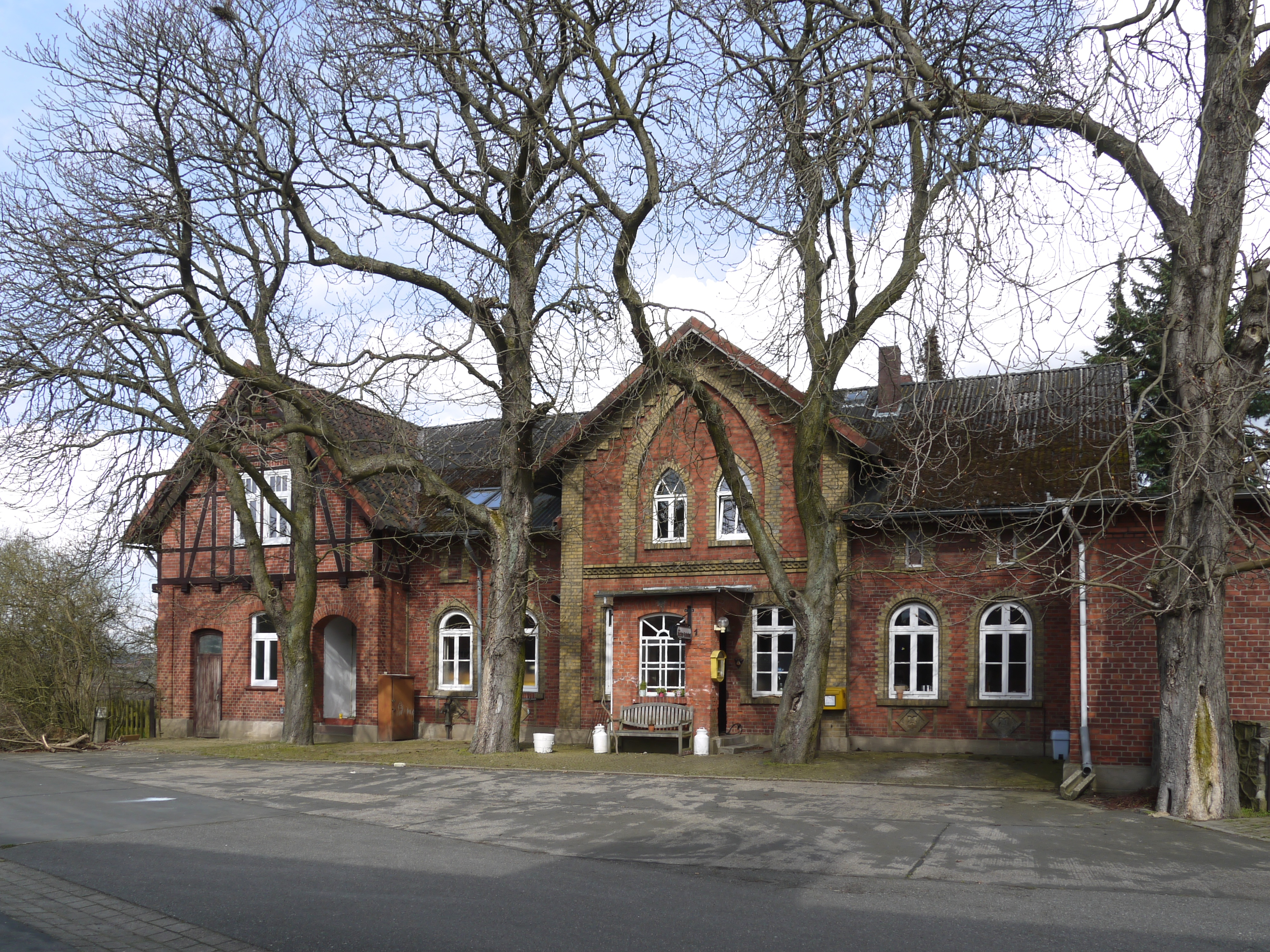
Voormalig stationsgebouw